# Saison 2020 de l'équipe cycliste Cofidis
La saison 2020 de l'équipe cycliste Cofidis est la vingtième-quatrième de cette équipe.

## Coureurs et encadrement technique

### Arrivées et départs
| Coureur          | Provenance                    | Durée contrat |
| ---------------- | ----------------------------- | ------------- |
| Piet Allegaert   | Sport Vlaanderen-Baloise      | 2020-2021     |
| Fernando Barceló | Euskadi Basque Country-Murias | 2020-2021     |
| Simone Consonni  | UAE Emirates                  | 2020-2021     |
| Eddy Finé        | Néo-pro (Cofidis)             | 2020-2021     |
| Nathan Haas      | Katusha-Alpecin               | 2020-2021     |
| Guillaume Martin | Wanty-Gobert                  | 2020-2021     |
| Fabio Sabatini   | Deceuninck-Quick Step         | 2020-2021     |
| Julien Vermote   | Dimension Data                | 2020          |
| Attilio Viviani  | Néo-pro (Cofidis)             | 2020-2021     |
| Elia Viviani     | Deceuninck-Quick Step         | 2020-2021     |

| Coureur            | Nouvelle équipe                          | Durée contrat |
| ------------------ | ---------------------------------------- | ------------- |
| Darwin Atapuma     | Colombia Tierra de Atletas–GW Bicicletas | 2020          |
| Nacer Bouhanni     | Arkéa-Samsic                             | 2020-2021     |
| Rayane Bouhanni    |                                          |               |
| Loïc Chetout       | Retraite                                 |               |
| Filippo Fortin     | Felbermayr Simplon Wels                  | 2020          |
| Hugo Hofstetter    | Israel Start-Up Nation                   | 2020-2021     |
| Julien Simon       | Total Direct Énergie                     | 2020-2021     |
| Geoffrey Soupe     | Total Direct Énergie                     | 2020-2022     |
| Bert Van Lerberghe | Deceuninck-Quick Step                    | 2020-2021     |
| Zico Waeytens      | Retraite                                 |               |

### Effectif de cette saison
| Coureur            | Date de Nais.              | Equipe en 2019                | Cont. | V |
| ------------------ | -------------------------- | ----------------------------- | ----- | - |
| Piet Allegaert     | 20 janvier 1995 (25 ans)   | Sport Vlaanderen-Baloise      | 2021  | 0 |
| Fernando Barceló   | 6 janvier 1996 (24 ans)    | Euskadi Basque Country-Murias | 2021  | 0 |
| Natnael Berhane    | 5 janvier 1991 (29 ans)    | Cofidis                       | 2021  | 0 |
| Dimitri Claeys     | 18 juin 1987 (33 ans)      | Cofidis                       | 2020  | 0 |
| Simone Consonni    | 12 septembre 1994 (26 ans) | UAE Emirates                  | 2021  | 0 |
| Nicolas Edet       | 2 décembre 1987 (33 ans)   | Cofidis                       | 2021  | 0 |
| Eddy Finé          | 20 novembre 1997 (23 ans)  | Cofidis                       | 2021  | 0 |
| Nathan Haas        | 12 mars 1989 (31 ans)      | Katusha-Alpecin               | 2021  | 0 |
| Jesper Hansen      | 23 octobre 1990 (30 ans)   | Cofidis                       | 2020  | 0 |
| Jesús Herrada      | 26 juillet 1990 (30 ans)   | Cofidis                       | 2021  | 0 |
| José Herrada       | 1er octobre 1985 (35 ans)  | Cofidis                       | 2021  | 0 |
| Victor Lafay       | 17 janvier 1996 (24 ans)   | Cofidis                       | 2021  | 0 |
| Christophe Laporte | 11 décembre 1992 (28 ans)  | Cofidis                       | 2021  | 0 |
| Mathias Le Turnier | 14 mars 1995 (25 ans)      | Cofidis                       | 2020  | 0 |
| Cyril Lemoine      | 3 mars 1983 (37 ans)       | Cofidis                       | 2020  | 0 |

| Coureur             | Date de Nais.             | Equipe en 2019        | Cont. | V |
| ------------------- | ------------------------- | --------------------- | ----- | - |
| Guillaume Martin    | 9 juin 1993 (27 ans)      | Wanty-Gobert          | 2021  | 0 |
| Luis Ángel Maté     | 23 mars 1984 (36 ans)     | Cofidis               | 2020  | 0 |
| Marco Mathis        | 7 avril 1994 (26 ans)     | Cofidis               | 2020  | 0 |
| Emmanuel Morin      | 13 mars 1995 (25 ans)     | Cofidis               | 2021  | 0 |
| Anthony Perez       | 22 avril 1991 (29 ans)    | Cofidis               | 2022  | 1 |
| Pierre-Luc Périchon | 4 janvier 1987 (33 ans)   | Cofidis               | 2021  | 0 |
| Nicolas Prodhomme   | 1er février 1997 (23 ans) | Néo-pro               | 2020  | 0 |
| Stéphane Rossetto   | 6 avril 1987 (33 ans)     | Cofidis               | 2020  | 0 |
| Fabio Sabatini      | 18 février 1985 (35 ans)  | Deceuninck-Quick Step | 2021  | 0 |
| Damien Touzé        | 7 juillet 1996 (24 ans)   | Cofidis               | 2020  | 0 |
| Kenneth Vanbilsen   | 1er juin 1990 (30 ans)    | Cofidis               | 2021  | 0 |
| Julien Vermote      | 26 juillet 1989 (31 ans)  | Dimension Data        | 2020  | 0 |
| Attilio Viviani     | 18 octobre 1996 (24 ans)  | Cofidis               | 2021  | 1 |
| Elia Viviani        | 7 février 1989 (31 ans)   | Deceuninck-Quick Step | 2021  | 0 |
| Enrico Zanoncello   | 2 août 1997 (23 ans)      | Néo-pro               | 2020  | 0 |

## Bilan de la saison

### Victoires sur la saison
| # | Date       | Course                                          | Catégorie       | Vainqueur       | Pays   | Lieu    |
| - | ---------- | ----------------------------------------------- | --------------- | --------------- | ------ | ------- |
| 1 | 20 janvier | 1re étape de la Tropicale Amissa Bongo          | UCI Africa Tour | Attilio Viviani | Gabon  | Ebolowa |
| 2 | 20 janvier | 1re étape du Tour des Alpes-Maritimes et du Var | UCI Europe Tour | Anthony Perez   | France | Grasse  |

### Victoires sur les classements annexes
| Date       | Course                                            | Catégorie      | Vainqueur        | Pays      |
| ---------- | ------------------------------------------------- | -------------- | ---------------- | --------- |
| 2 février  | Tour de San Juan, classement du meilleur grimpeur | UCI ProSeries  | Guillaume Martin | Argentine |
| 14 mars    | Paris-Nice, classement du meilleur grimpeur       | UCI World Tour | Nicolas Edet     | France    |
| 8 novembre | Tour d'Espagne, classement du meilleur grimpeur   | UCI World Tour | Guillaume Martin | Espagne   |

## Classement UCI

### Classement individuel
| #   | Coureur          | Pts  |
| --- | ---------------- | ---- |
| 18  | Guillaume Martin | 1262 |
| 119 | Jesús Herrada    | 349  |
| 162 | Elia Viviani     | 254  |
| 189 | Dimitri Claeys   | 200  |
| 205 | Nicolas Edet     | 190  |
| 250 | Nathan Haas      | 151  |
| 323 | Emmanuel Morin   | 119  |
| 362 | Piet Allegaert   | 108  |
| 436 | Jesper Hansen    | 87   |
| 442 | Simone Consonni  | 86   |

| #    | Coureur            | Pts |
| ---- | ------------------ | --- |
| 447  | Damien Touzé       | 85  |
| 455  | Christophe Laporte | 83  |
| 641  | Fernando Barceló   | 53  |
| 699  | Julien Vermote     | 47  |
| 752  | Cyril Lemoine      | 42  |
| 793  | José Herrada       | 40  |
| 794  | Luis Ángel Maté    | 40  |
| 822  | Anthony Perez      | 38  |
| 1160 | Attilio Viviani    | 20  |
| 1330 | Stéphane Rossetto  | 13  |

| #    | Coureur             | Pts |
| ---- | ------------------- | --- |
| 1526 | Victor Lafay        | 7   |
| 1703 | Natnael Berhane     | 5   |
| 1903 | Enrico Zanoncello   | 3   |
| 1927 | Mathias Le Turnier  | 3   |
| 1963 | Eddy Finé           | 3   |
| 1992 | Fabio Sabatini      | 3   |
| 2000 | Nicolas Prodhomme   | 3   |
|      | Marco Mathis        | 0   |
|      | Pierre-Luc Périchon | 0   |
|      | Kenneth Vanbilsen   | 0   |

### Classement par équipes
| #  | Équipe                | Pts     |
| -- | --------------------- | ------- |
| 1  | Jumbo-Visma           | 9919    |
| 2  | Deceuninck-Quick Step | 9776.16 |
| 3  | UAE Emirates          | 8503    |
| 4  | Ineos Grenadiers      | 7628.33 |
| 5  | Sunweb                | 7582.71 |
| 6  | Bora-Hansgrohe        | 6738.5  |
| 7  | Astana                | 6612    |
| 8  | Trek-Segafredo        | 6591    |
| 9  | Groupama-FDJ          | 5614    |
| 10 | EF Pro Cycling        | 5576.99 |
| 19 | Cofidis               | 2806    |